# Vicente Droguett
Vicente Orlando Droguett Torrealba(Rancagua, 23 de junho de 2000) é um jogador de vôlei de praia chileno.

## Carreira
Aos 17 anos deixou sua cidade para cursar Cinesiologia na Universidad Andrés Bello.Em 2017, competia com Gaspar Lammel na primeira etapa da qualificatória para os Jogos Olímpicos de Verão da Juventude de 2018eliminados na referida etapa nas quartas de final, estiveram em Cochabamba, terminaram em quarto em Santiago, depois, esteve ao lado de Diego Vélez na II edição dos Jogos Sul-Americanos da Juventude de 2017 e conquistaram a quarta posição, época que foram treinados pelo técnico e ex-voleibolista Eduardo Garrido.
No período de 2018, formou dupla para o circuito sul-americano com Ignacio Zavala e terminaram em nono na etapa de Nova Viçosa, o mesmo ocorrendo em Coquimbo ao lado de Gaspar Lammel e juntos o décimo terceiro lugar em Cañete; e com esta parceria, disputou o qualificatório continental realizado em Salinas para os Jogos Olímpicos de Verão da Juventude de 2018 e sagraram-se campeões e também competiram em Cochabamba terminando com o bronze, ainda nesta temporada terminaram na décima sétima posição no Campeonato Mundial Sub-19 de 2018 em Nanquim, mesma posição que obtiveram nos Jogos Olímpicos de Verão da Juventude de 2018 em Buenos Aires
Em 2019, formava dupla com Martín Iglesias quando competiram nos Jogos Sul-Americanos de Praia de 2019 em Rosário (Argentina) e finalizaram em nono lugar, mesmo resultado que conquistaram na edição do Campeonato Mundial Sub-21 de 2019 em Udon Thani; na sequência disputou o circuito espanhol ao lado de Ángelo Pesenti quando concluíram em sétimo lugar na etapa de Ayamonte e o décimo sétimo em Laredo.Ainda em 2019, ao lado de Martín Iglesias, disputou o Qualificatório Sul-Americano, evento realizado em etapas, que conferiu vaga ao Campeonato Mundial Sub-21 no mesmo ano, terminaram em oitavo na etapa de Arica.No mesmo ano, representou o país na I edição dos Jogos Mundiais de Praia do Catar 2019, no vôlei de praia 4X4, cuja equipe estava composta por Ignacio Zavala, Noé Aravena, Stephan Lindemann, Ángelo Pesenti e Martín Iglesias e finalizaram na quinta posição.
No ano de 2020, esteve com Noé Aravena na etapa de Luque no circuito paraguaio e conquistaram o título, e no circuito nacional esteve com Stephan Lindemman na conquista do quarto lugar em El Tabo, época que lideram o ranking geral, já pelo circuito sul-americano alcançaram o nono lugar em Coquimbo e o quinto lugar em Lima.Em 2021, esteve no circuito sul-americano ao lado de Noé Aravena, sendo vice-campeões na primeira etapa em Assunção e na segunda nesta mesma cidade repetiu o resultado e garantiram-se no Pan Júnior, e terminaram em terceiro na fase final Continental Cup em Santiago.
Em 2021, também jogou ao lado de Martín Iglesias e conquistou o vice-campeonato no Qualificatório Sul-Americano Sub-19 e qualificando-se ao Campeonato Mundial Sub-19 na Tailândia e obtiveram o título no Qualificatório Sul-Americano Sub-19, e terminaram na quinta posição no Campeonato Mundial de Sub-21 de 2021 em Phuket.E ao lado de Vicente Droguett estreou no circuito mundial de 2021, no torneio quatro estrelas de Itapema e terminaram com o vigésimo quinto lugar e foram medalhistas de bronze nos Pan Júnior Cáli-Valle del Caucade 2021. 
Em 2022, juntamente com seu parceiro Noé Aravena no circuito sul-americano obtiveram a medalha de bronze em San Juan (Argentina), de prata em Montevidéu; ainda competiram no circuito mundial, logrando a medalha de prata no Challenge de Tlaxcala e o nono lugar no Elite 16 em Uberlândia, nesta conquistaram o quinto lugar no Finals CSV 2021-22, o trigésimo sétimo lugar no Mundial de Roma 2022, alcançaram o quarto lugar na edição dos Jogos Sul-Americanos de 2022 em Assunção e medalha de ouro nos Jogos Bolivarianos de 2022.
Iniciou 2023 com  Noé Aravena, juntos disputaram o circuito sul-americano e terminaram em quarto lugar na etapa de San Juan (Argentina), ainda conquistaram o vice-campeonato em Santiago e o inédito título em Río Hondo, depois disputou Thomás Acevedo a etapa de Rancagua quando terminaram em nono; novamente com Noé Aravena conquistou a medalha de bronze no Finals CSV 2022-23 sediado em Uberlândia, depois, conquistaram a medalha de ouro nos Jogos Sul-Americanos de Praia de 2023 em Santa Marta (Colômbia), na edição do Campeonato Mundial de Vôlei de Praia de 2023 nas cidades mexicanas de Tlaxcala de Xicohténcatl,  Apizaco e Huamantla terminaram em décima sétimo lugar.Conquistaram o título da etapa de Lima pelo circuito sul-americanoa 2023-24.

## Títulos e resultados
- Challenge de Tlaxcala do Circuito Mundial de 2022
- Etapa de Santo Ângelo do Circuito Sul-Americano de 2023-24
- Jogos Sul-Americanos de 2022
- Jogos Sul-Americanos da Juventude de 2017